# Cent histoires de fantômes

Cent histoires de fantômes (百物語, Hyaku monogatari) est une série d'estampes ukiyo-e gravées sur bois vers 1830 par Katsushika Hokusai (1760-1849) dans le genre du yūrei-zu. La création de ces estampes est contemporaine de celles des Trente-six vues du mont Fuji, qui comptent parmi ses travaux les plus célèbres. La série comprend cinq estampes, même si comme le titre le suggère, l'éditeur Tsuruya Kiemon et Hokusai, voulaient en faire une centaine. L'artiste avait environ 70 ans lorsqu'il travaillé sur cette série, et bien que ses œuvres les plus connues soient des représentations de paysages et d'animaux, il s'était intéressé aux superstitions de l'époque Edo. Il illustre donc ces représentation de yōkai, ayant pour thème les histoires de fantômes populaires à son époque. Ce genre d'histoires pouvaient être racontées lors d'un jeu d'Hyakumonogatari kaidankai.

## Estampes

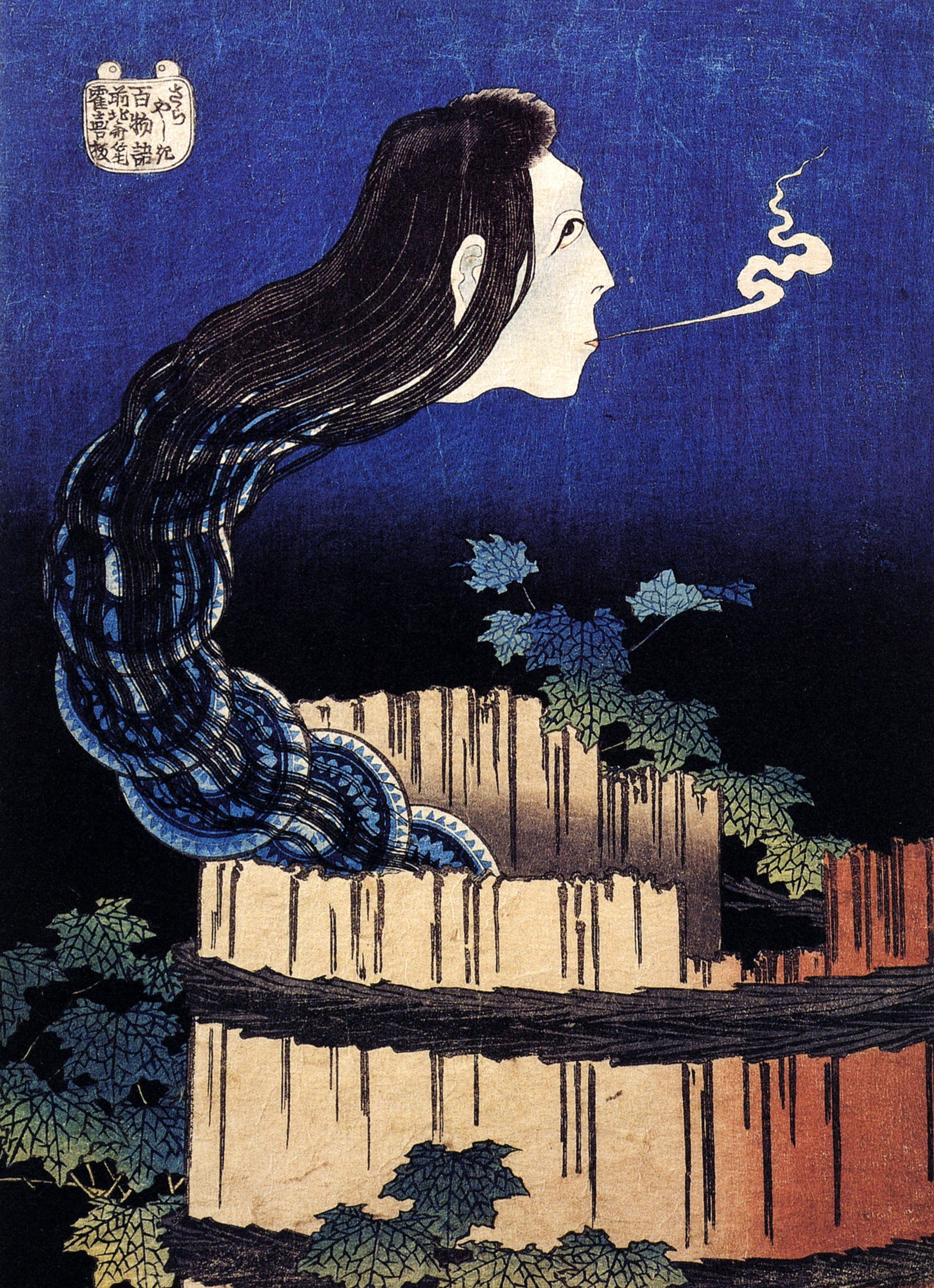
Manoir des assiettes (Sara yashiki).
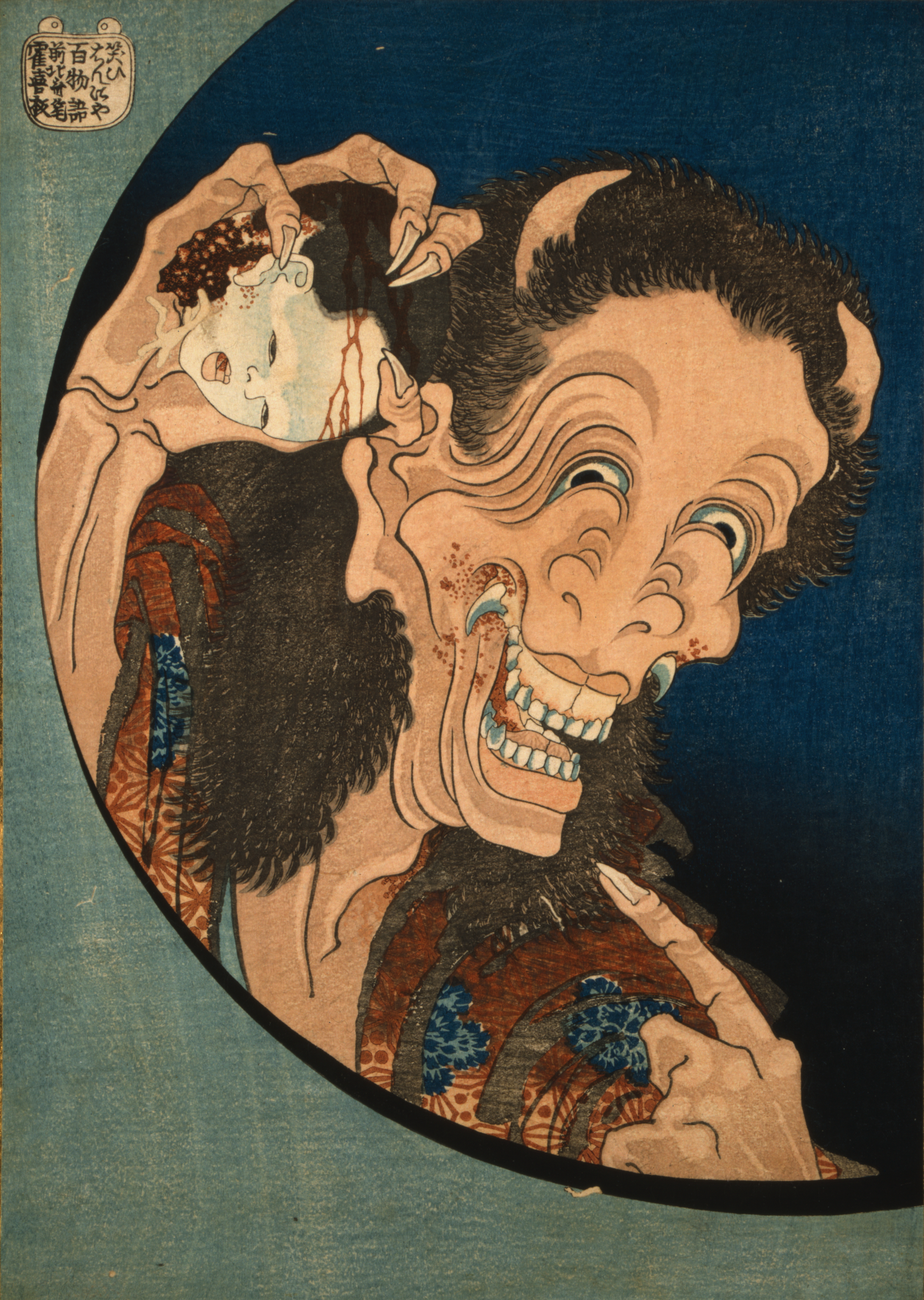
Démon riant (Warai hannya).
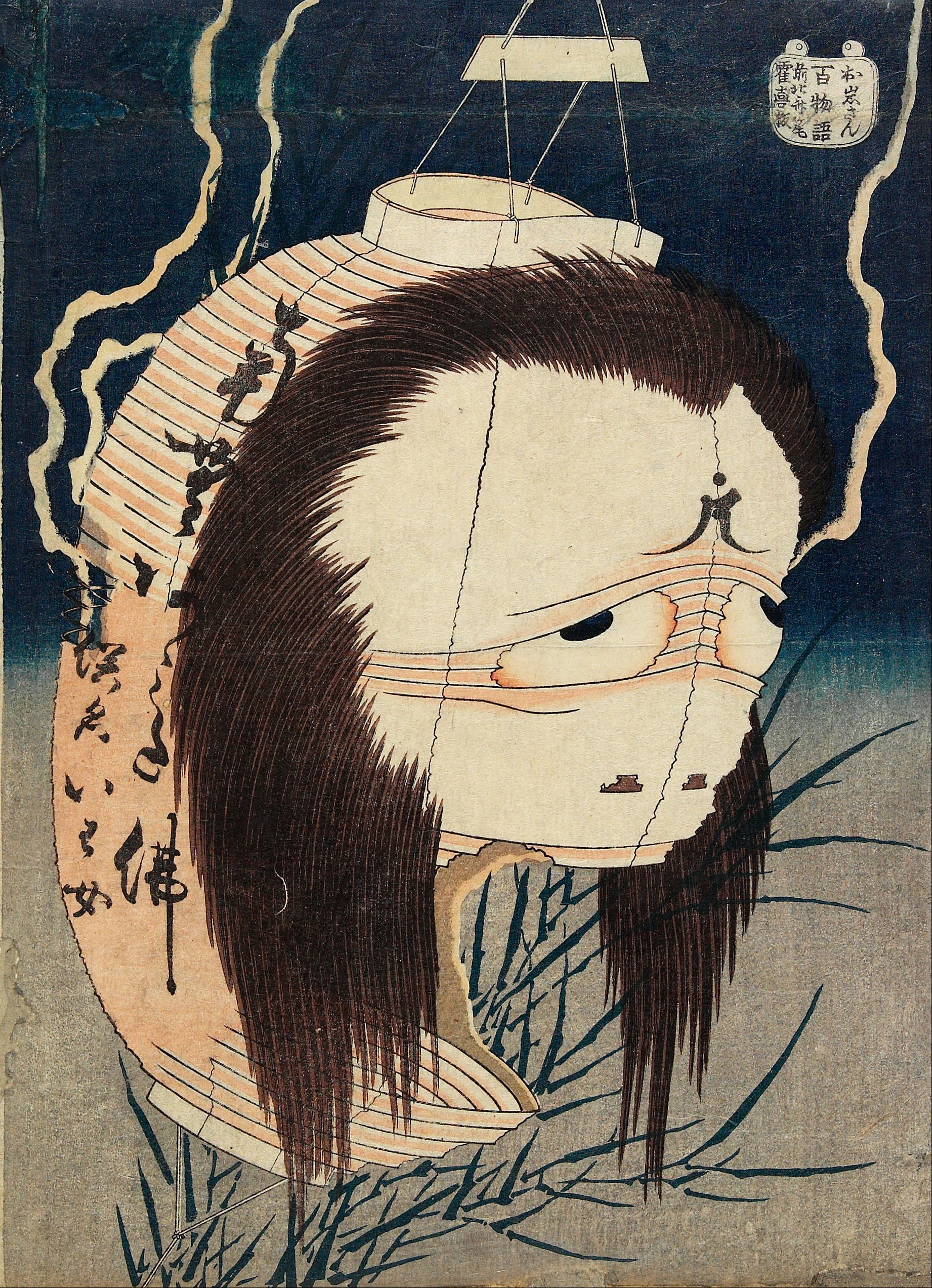
Fantôme d'Oiwa (Oiwa-san).
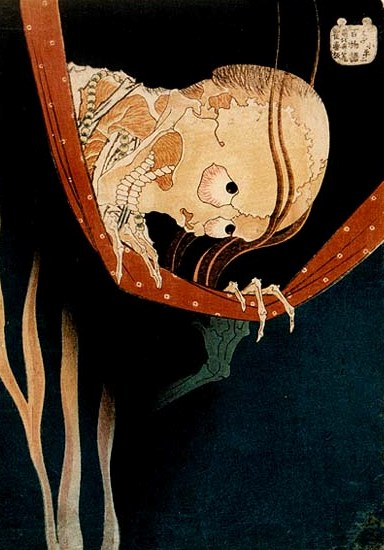
Fantôme de Kohada Koheiji (Kohada Koheiji).
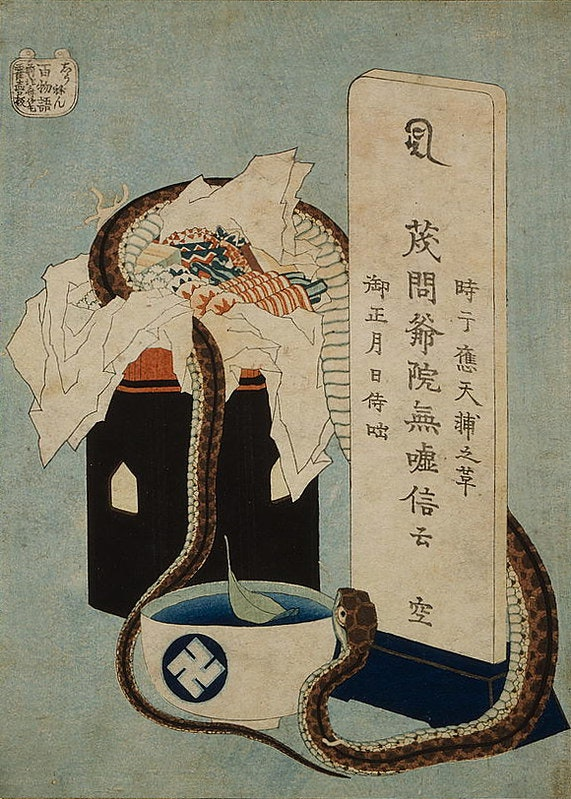
Revanche hantée (Shûnen).

## Contexte sur le jeu duHyakumonogatari kaidankai

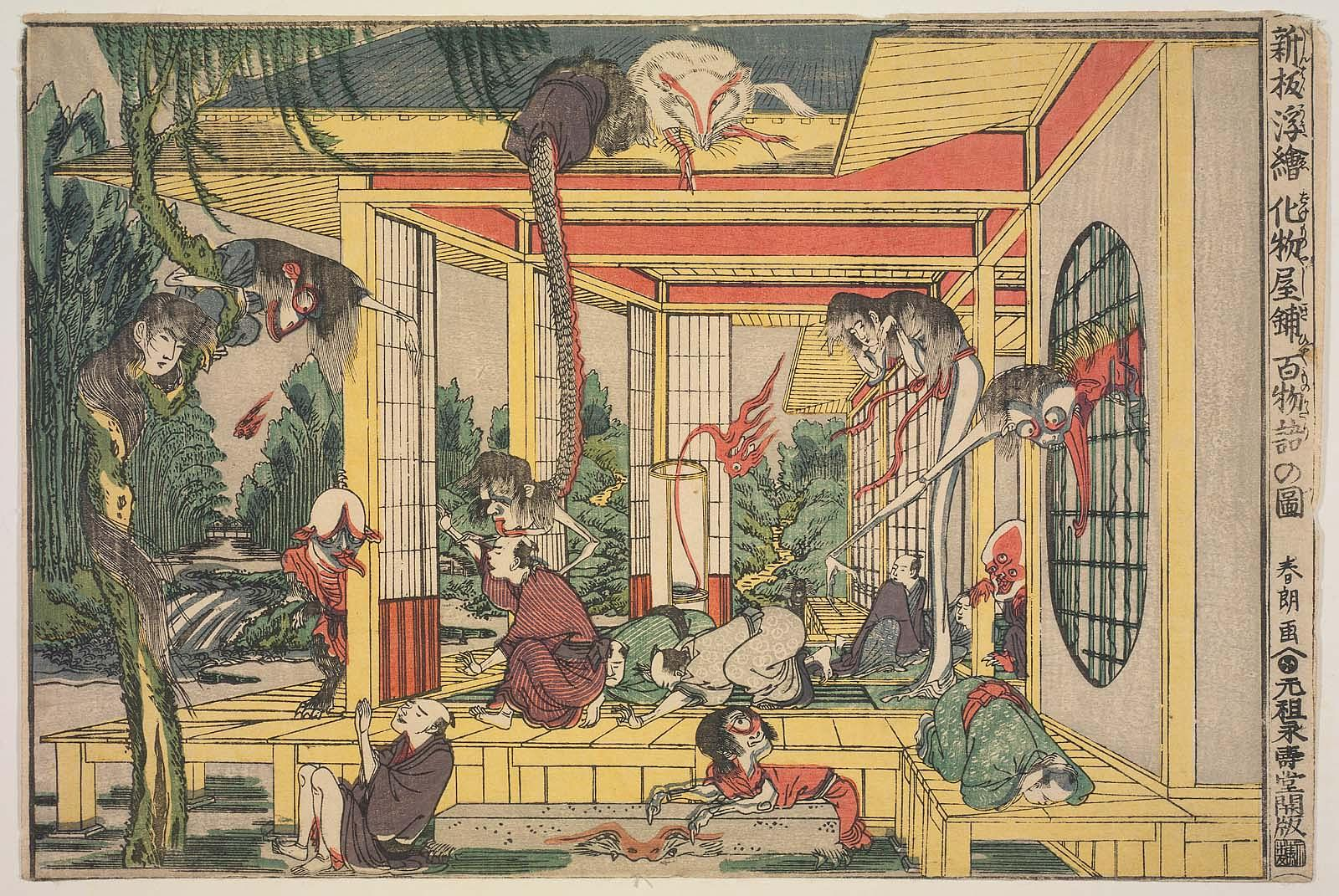
Hokusai, Cent histoires de fantômes dans une maison hantée (Shinpan uki-e bakemono yashiki hyaku monogatari no zu), v. 1790.

La série fait référence à la tradition du Hyakumonogatari Kaidankai (« Rassemblement de cent contes surnaturels »), un jeu populaire qui se tenait la nuit : les gens se rassemblaient pour raconter des histoires de fantômes issues du folklore ainsi que leurs propres anecdotes. Les histoires étaient racontées l'une après l'autre sous la lumière de cent bougies, qui étaient soufflées une à une après chaque histoire. Ce jeu était d'abord pratiqué par les samouraïs comme un test de courage, mais il se répandit rapidement. La croyance était alors que chaque fois qu'une bougie était soufflée, s'ouvrait une voie qui pouvait être utilisée par les fantômes et les esprits pour entrer dans le monde des vivants. Une fois toutes les bougies éteintes, des événements surnaturels pouvaient se produire.   
Ce jeu était à l'origine un rituel religieux. Noriko T. Reider, un chercheur dans le domaine du folklore japonais, affirme que « ces rassemblements pourraient avoir découlé des Hyakuza hodan (« Cent histoires bouddhistes ») de l'époque médiévale, qui étaient liés à la croyance largement répandue que des miracles se produiraient après avoir raconté cent histoires bouddhistes sur cent jours. »

### Manoir des assiettes (Sara yashiki)
Une légende du XVIIe siècle raconte l'histoire d'une servante du nom d'Okiku, qui casse un précieux ensemble de vaisselle coréenne. Le conte varie légèrement sur ce qui suit. Dans une des versions, Okiku est jetée dans un puits par son maître  ; une autre version raconte que, de désespoir, elle s'y est jetée elle-même. Pour une autre, Okiku n'a cassé qu'une seule assiette. Après s'être noyée dans le puits, elle devient un fantôme (yūrei). Les voisins entendent chaque nuit sa voix depuis le fond du puits, répétant : « Un... deux... trois... huit... neuf... Je n'arrive pas à trouver la dernière... » La rumeur de ces événements se répand et le manoir est confisqué à son maître. Lorsqu'un moine ajoute « dix » au compte d'Okiku, elle disparait enfin. Une autre version raconte qu'Okiku travaillait pour un samurai nommé Aoyama Tessan, du château d'Himeji, et qu'il lui fit des avances. Après qu'elle l'a rejeté, Aoyama la trompe en lui faisant croire qu'elle a perdu une des précieuses assiettes. Il lui offre son pardon si elle devient sa maîtresse. Alors qu'Okiku persiste à se refuser à lui, il la jette dans un puits. Elle revient alors transformée en esprit pour compter chaque nuit la vaisselle, « tremblant au dixième décompte ». 
Cette histoire de fantôme est très connue au Japon. Sa version la plus populaire a été établie en 1795, au moment où le pays souffrait de l'invasion d'un genre de ver qu'on trouvait dans les vieux puits et qui fut connu sous le nom de l'insecte d'Okiku (Okiku mushi). Ce ver, couvert de fils très fins donnait l'impression qu'il avait été ligoté. La croyance qu'il était une réincarnation d'Okiku était largement répandue.
Hokusai dessine l'esprit d'Okiku comme un serpent dont le corps est formé par les assiettes . Kassandra Diaz remarque que bien qu'Okiku soit un esprit, elle « ressemble à un rokurokubi ou une nure-onna » dans l'estampe. C'est pour elle « une décision intelligente, dans la mesure où ces monstres (yōkai) sont bien plus rares que les yūrei, ce qui rend Okiku bien plus effrayante. »
L'histoire était très populaire et beaucoup d'artiste d'ukiyo-e s'en inspirèrent pour leurs estampes. En voici quelques exemples supplémentaires :

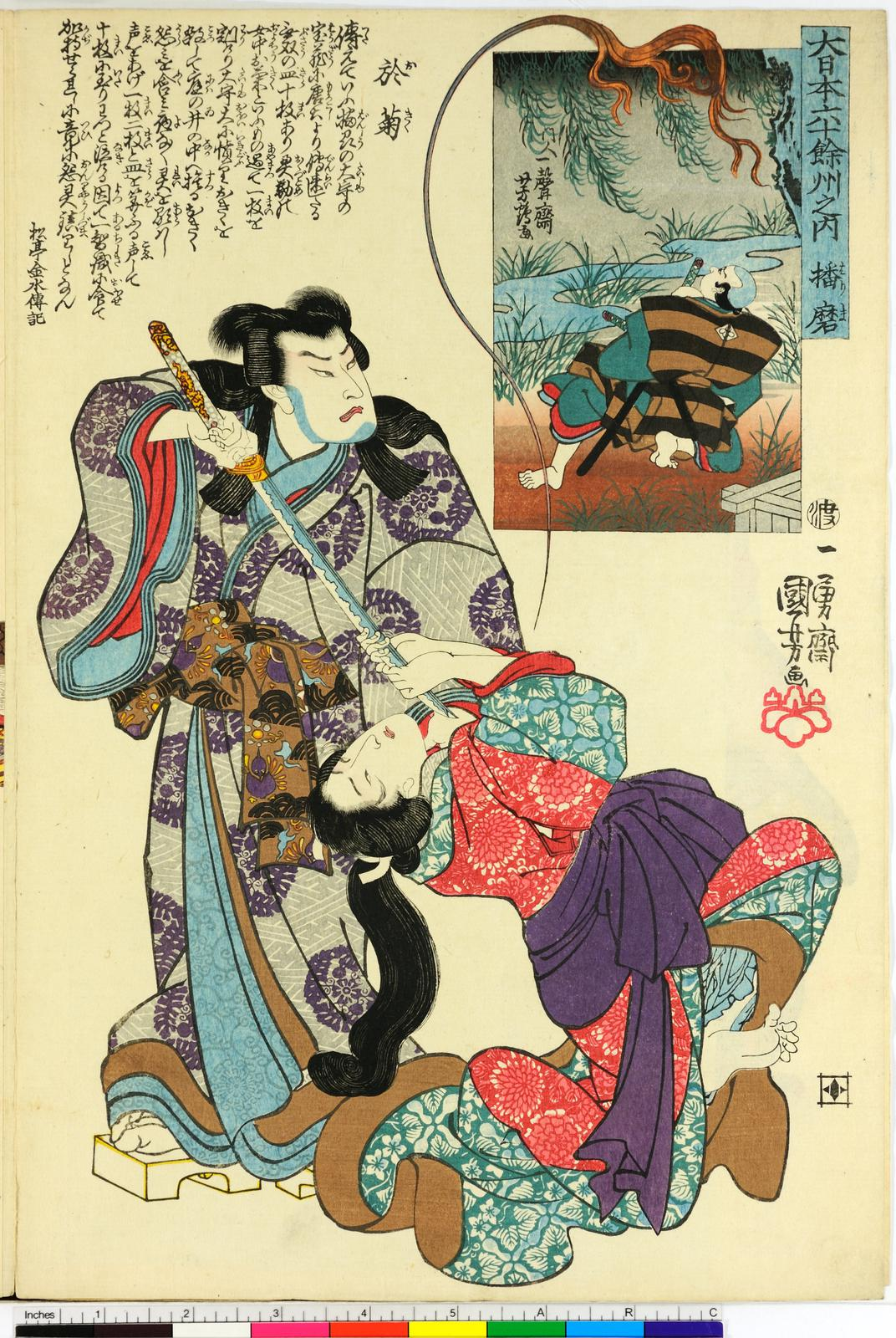
Utagawa Kunisada (1843-1847).
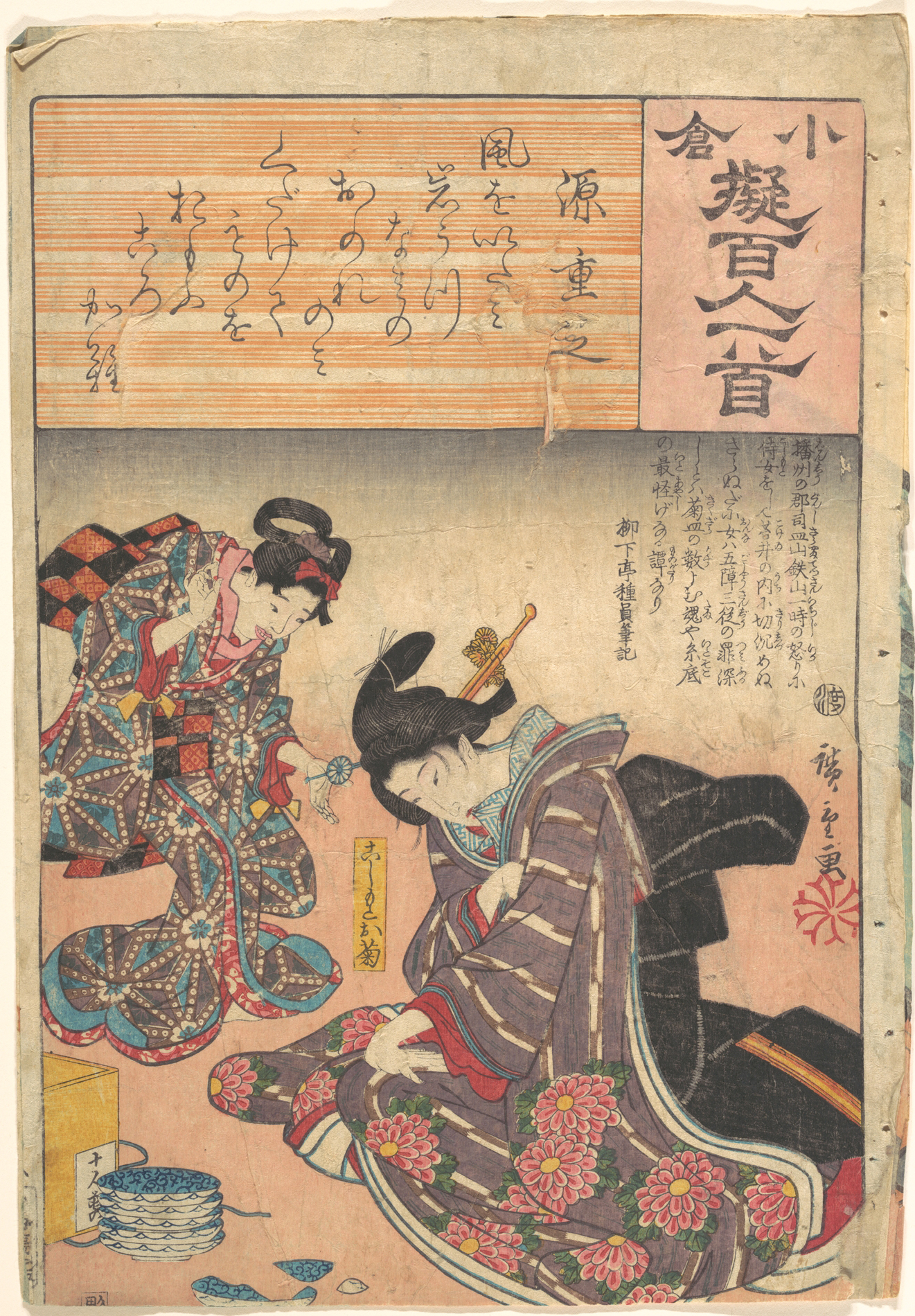
Utagawa Hiroshige.
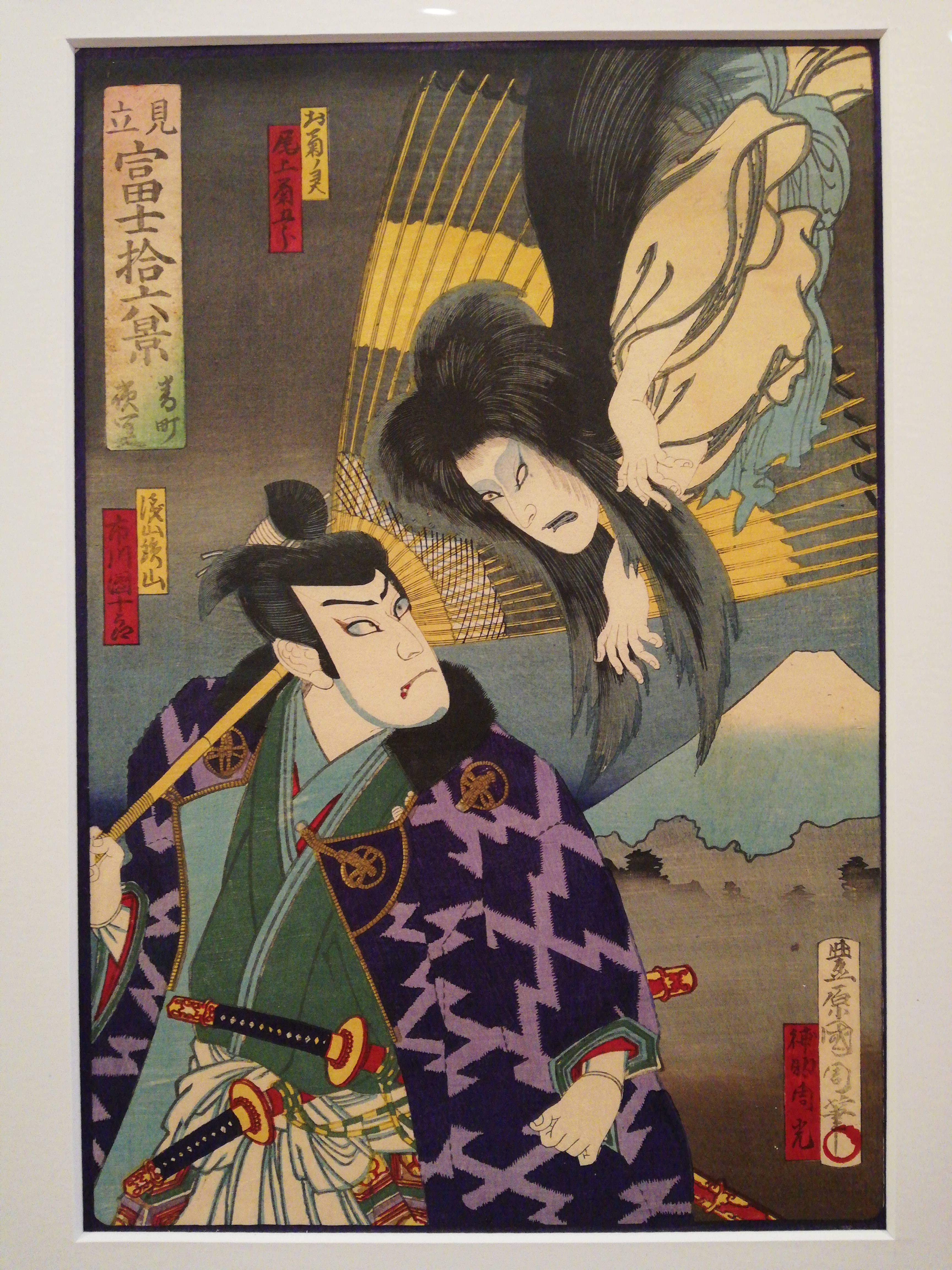
Toyohara Kunichika (1835-1900).
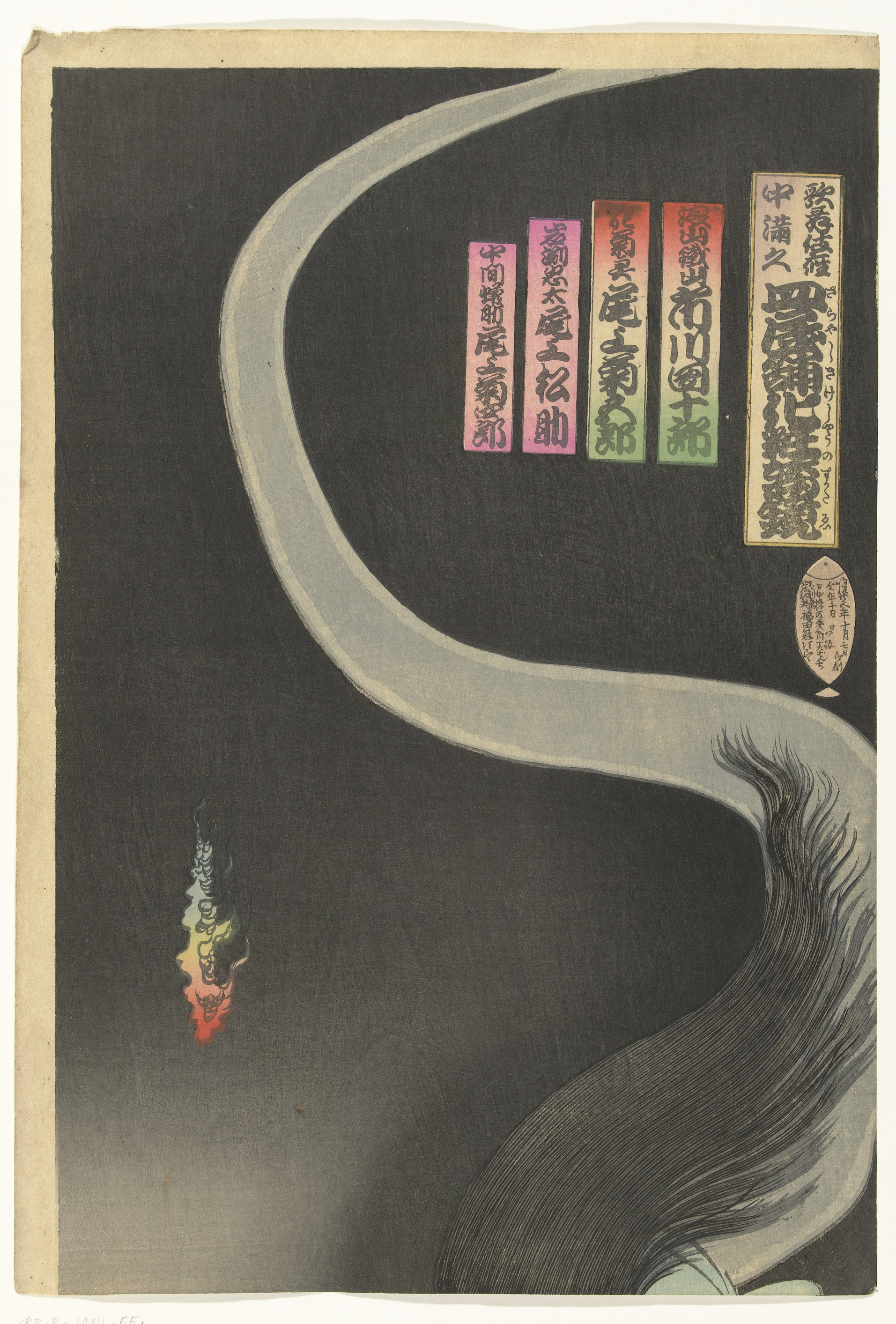
Toyohara Kunichika (1892).
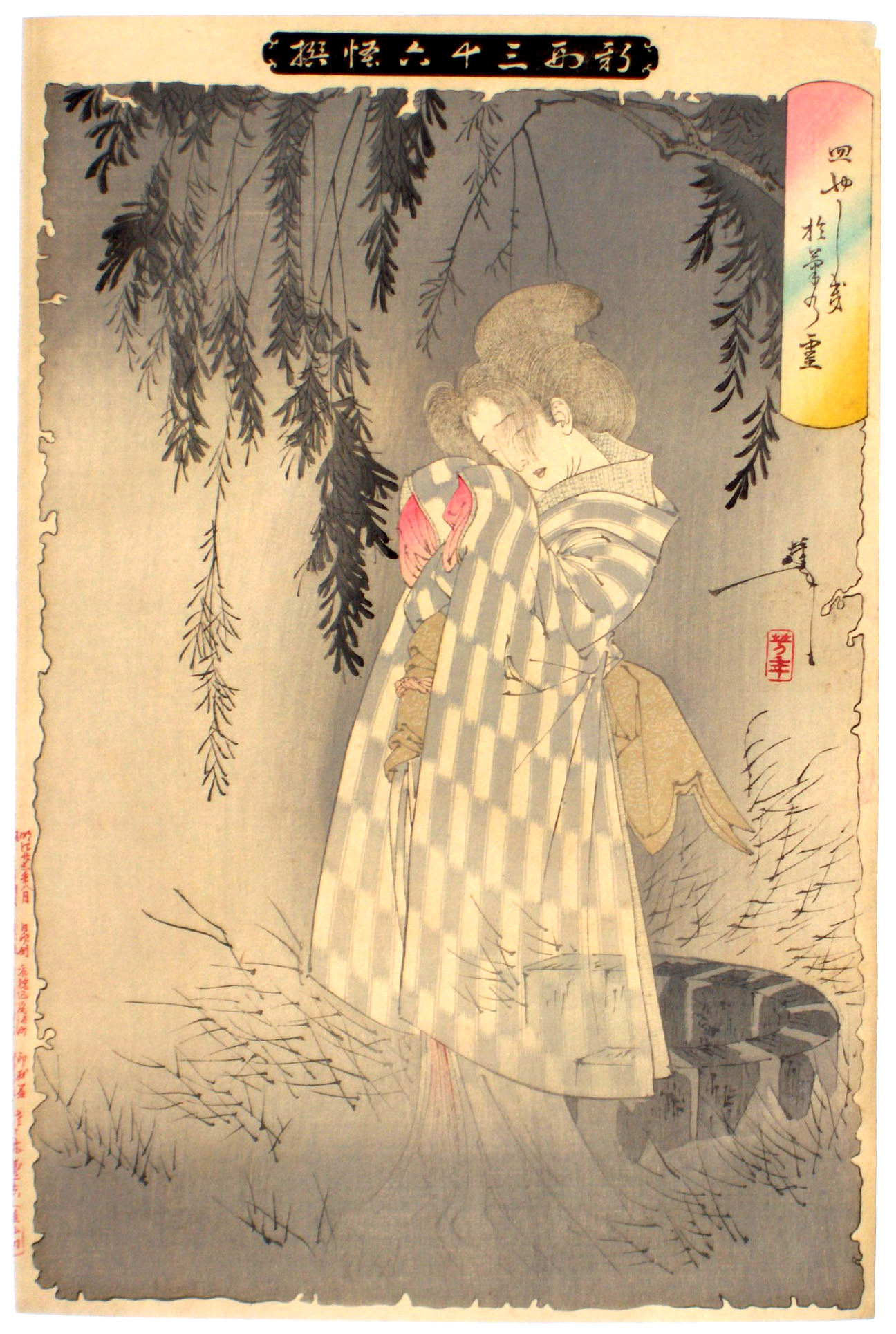
Tsukioka Yoshitoshi (1890).

### Démon riant (Warai-hannya)

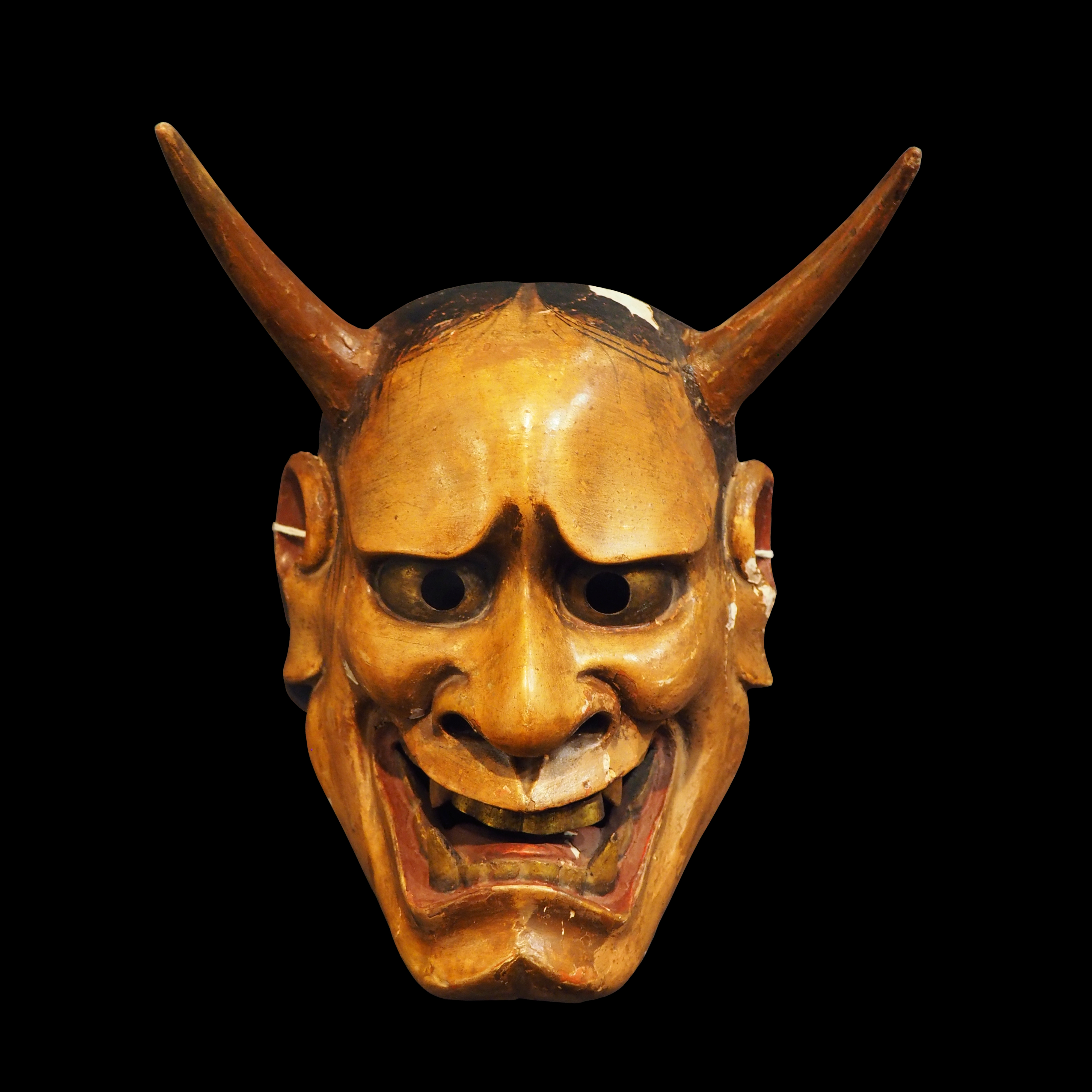
Masque hannya en bois.

Dans cette estampe, Hokusai a combiné deux monstres du folklore : une hannya, vieille femme changée en démon à cause de sa profonde jalousie, et une yamanba (ou « femme de la montagne »), un démon connu pour enlever et dévorer des enfants. L'estampe le montre en train de dévorer vivant un enfant. L'histoire vient du folklore de la région de Nagano. Warai-hannya était aussi appelée le « démon riant » ou « l'ogresse ».
Hokusai divise la peinture par un arc de cercle qui fonctionne comme une séparation entre le monde des humains et le monde surnaturel des fantômes. Cette composition est similaire à celles d'autres paysages peints par Hokusai, comme sa Vue du temple de Suijin depuis Massaki, la crique d'Uchigawa, et Sekiya (1857). Le fonds uni fait figure de mur, et le cercle contenant le démon agit comme une fenêtre, le spectateur fait face au monde extérieur. Le positionnement de la hannya à l'extérieur de cette fenêtre « la fait entrer dans la vie quotidienne du spectateur. »

### Fantôme d'Oiwa (Oiwa-san)

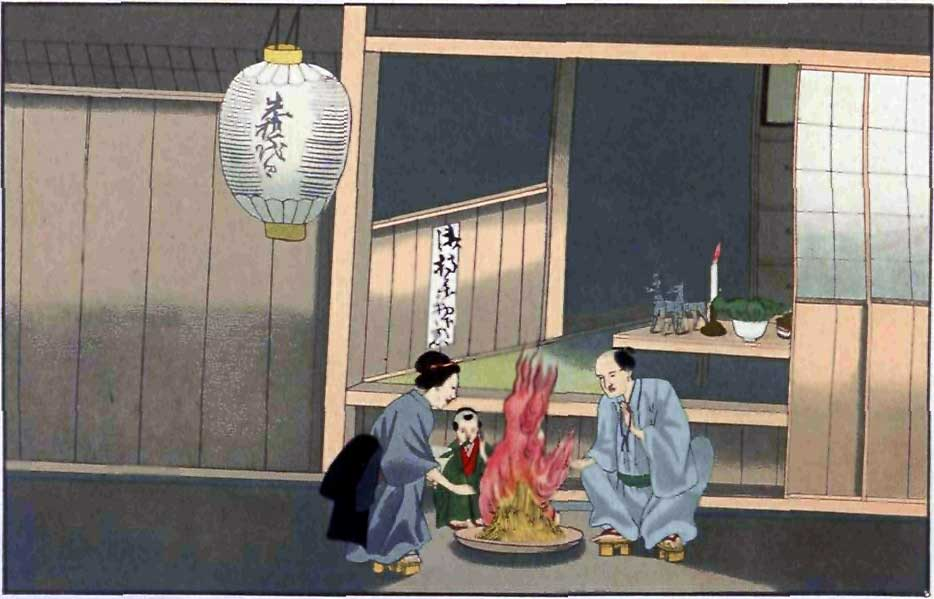
Représentation d'Osurasma (prière pour sortir une âme du purgatoire) à la fin de l'époque Edo.

L'histoire était à l'origine une pièce de théâtre kabuki appelée Yotsuya kaidan, écrite en 1825 par Tsuruya Nanboku IV. Il en existe plusieurs versions. La plus commune commence avec une jeune fille appelée Oume, qui tombe amoureuse d'un samouraï marié Tamiya Iemon. Ses amis tentent de se débarrasser de sa femme Oiwa en lui offrant une crème pour le visage empoisonnée. Cette attaque ne la tue pas mais abîme son visage. Iemon l'abandonne de dégoût, ce qui l'enrage de chagrin. Hystérique, elle trébuche et tombe sur une épée dégainée. Dans un dernier souffle elle maudit Iemon puis prend différentes formes pour le hanter, en particulier celle d'une lanterne de papier.

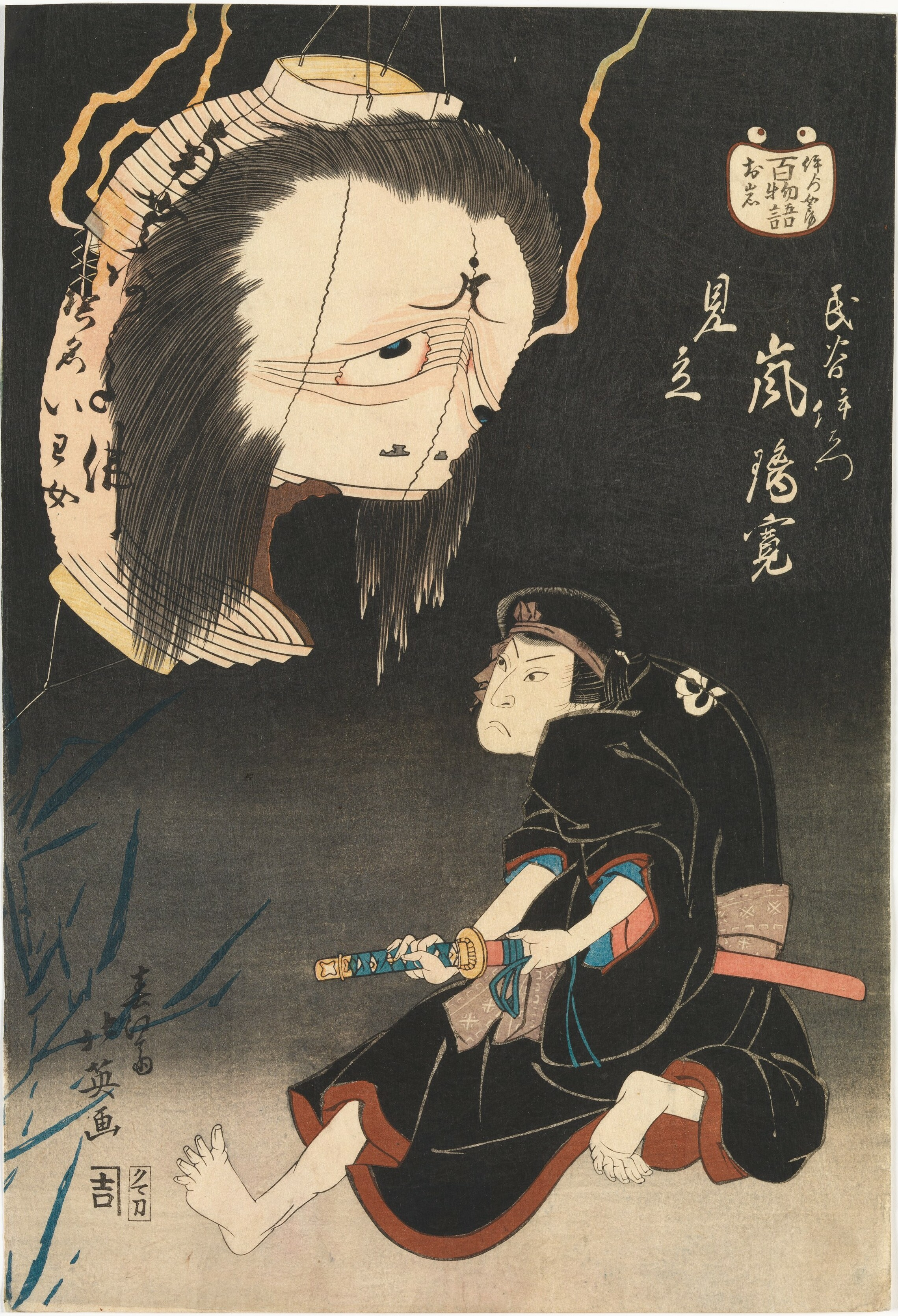
L'acteur de kabuki Arashi Rikan II dans le rôle d'Iemon confronté à une image de sa femme assassinée, Oiwa. Dessin de Shunbaisai Hokuei, inspiré de l'estampe d'Hokusai, 1832.

Dans une autre version, le samurai sans emploi Iemon épouse la fille d'une famille de guerriers, qui a besoin d'un homme pour hériter de son nom. Il empoisonne et tue sa jeune femme, et elle le hante, transformée en fantôme. Pour une autre, Iemon veut tuer sa femme pour se marier dans une riche famille. Il engage donc un assassin qui la tue et jette son corps dans une rivière. Une dernière version raconte qu'Oiwa avait contracté dans son enfance la variole, qui lui avait laissé le visage mutilé. Bien que son mari, Iemon, ne lui tienne pas rigueur de son apparence, son maître veut qu'il divorce pour épouser à la place sa petite-fille. Lorsqu'Iemon accepte et suit les vœux de son maître, Oiwa meurt et se transforme en fantôme, maudissant toute la famille. Lorsqu'un temple est construit pour apaiser sa colère, le fantôme disparait.
Les lanternes de papier étaient utilisées dans la tradition bouddhiste du mukae-bon au début de l'O bon. Les gens les apportent sur les tombes de leurs familles pour souhaiter la bienvenue à leurs esprits. Dans l'estampe d'Hokusai le fantôme d'Oiwa prend possession d'une lanterne, en accord avec l'idée selon laquelle la lanterne permettait de communiquer avec les esprits ancestraux. Il y a une inscription sur la lanterne : « Louez Amida / La femme appelée Oiwa ». La calligraphie est de style choshin, qui n'est pas habituelle pour ce type de lanterne. Kassandra Diaz écrit que : « Les plis de la lanterne tombent sur ses yeux fatigués et pointent la syllabe bouddhiste écrite sur son front. La syllabe fait référence à Gobujo, une forme de Yama, seigneur des enfers et juge des morts. Cette marque a peut-être été apposée sur Oiwa par Yama, qui l'a punie pour être retournée dans le monde avec son « nouveau corps ». »

### Fantôme de Kohada Koheiji (Kohada Koheiji)

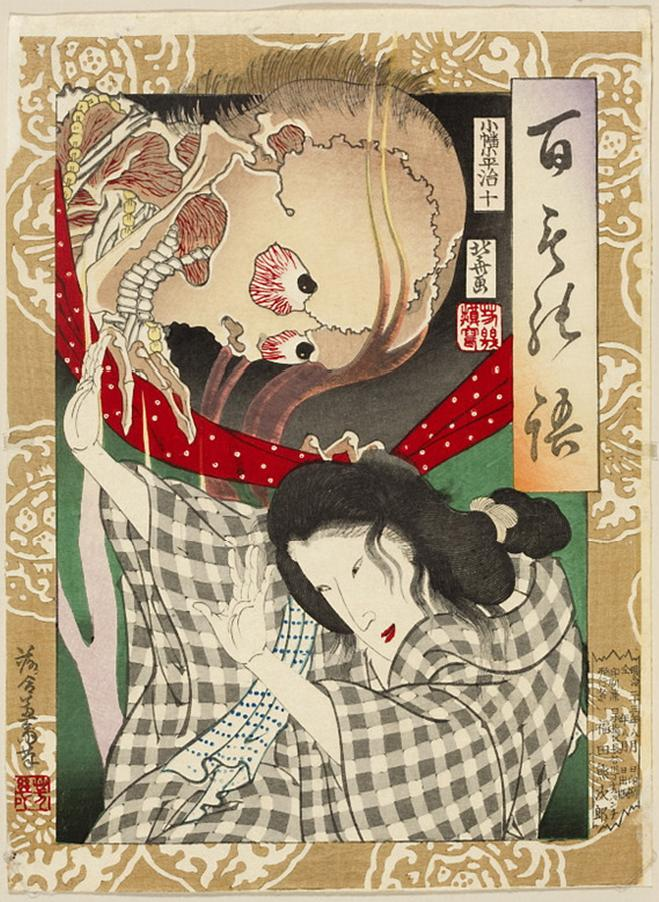
Spectre effrayant une jeune femme d'Utagawa Yoshiiku, 1890, inspiré de l'estampe Kohada Koheiji.

Cette estampe montre une scène issue d'une légende qui parle d'un homme mort noyé dans un marais par sa femme et son amant. Koheiji était un acteur de kabuki pour le théâtre de Morita-za. Comme il n'arrivait pas à avoir de bons rôles, il fut sélectionné pour jouer un yūrei sans autre possibilité. Sa femme Ostuka avait honte de lui, et avec son amant, un autre acteur du nom d'Adachi Sakuro, elle assassina Kohada et jeta son corps dans un marais. Il revint les hanter pour se venger. 
L'estampe montre un fantôme squelettique, entouré de flammes, qui revient effrayer le couple couché sous une moustiquaire. L'écrivain Santō Kyōden, aussi connu comme artiste d'ukiyo-e sous le nom de Kitao Masanobu, développa l'histoire de Koheji dans son roman de 1803, Étrange Conte de revanche dans le marais d'Asaka (Fukushū Kidman Asaka-numa). L'intrigue s'appuie sur des faits réels, Koheiji fut en effet réellement victime d'assassinat. En 1808, l'histoire a été mise en scène pour le théâtre de kabuki,. Kassandra Diaz indique qu'il « porte des perles de juzu, qui étaient utilisées dans les prières bouddhistes en les frottant entre ses mains. Qu'elles appartiennent à Kohada ou à son costume de yūrei, les perles symbolisent sa piété religieuse, qu'Otsuka et Adachi ont clairement piétiné. »

### Obsession (Shûnen)
Cette estampe montre un serpent encerclant une tablette commémorative (ihai) faite pour un autel bouddhiste, traditionnellement placé sur un autel dans la maison du défunt. Le serpent représente l'obsession qui continue après la mort. Les offrandes et l'eau à côté de l'autel sont à l'intention du défunt. Durant la période Edo, les serpents des histoires kaidan sont souvent les esprits métamorphosés des morts. Ils incarnent fréquemment des femmes qui sont mortes pleines de jalousie, de colère, ou de mépris. Ici cependant, on considère que l'esprit obsessionnel représenté est celui d'Hokusai lui-même, qui affirme ainsi son obsession pour son art, même après sa mort.
Cette estampe a aussi été appelée Malveillance implacable. La tablette commémorative date de 1831-1845, période de la famine de Tenpō qui a fait beaucoup de victimes au Japon, y compris celle de l'estampe. La ligne centrale donne le nom posthume attribué au moine bouddhiste Momonji, un yōkai qui apparaît comme un vieil homme sauvage qui attaque les voyageurs sur les routes sombres. Devenir un yōkai après sa mort est bien plus effrayant que d'en rencontrer un.
Sur le bol est dessinée une swastika bouddhiste, appelée manji en japonais. Hokusai l'utilise comme pseudonyme. « Pour cette raison, une autre interprétation possible est que le défunt est Hokusai lui-même, qui a été ironiquement transformé à cause de son obsession pour le monde surnaturel. » Les deux symboles sur l'estampe forment un contraste : le serpent représente l'obsession, et la feuille sur l'eau un esprit serein.

## Accueil et analyse

### Fantômes et vie quotidienne
Kassandra Diaz écrit qu'Hokusai intègre les histoires de fantômes dans la vie quotidienne : « un habitant d'Edo, ne peut longer tranquillement le temple d'Oiwa Tamiya Inari, Morita-za, les puits du château, les temples dédiés aux serpents ou les montagnes sans se souvenir des monstres dérangeants d'Hokusai. Ainsi cette série créé une expérience intime pour chaque spectateur qui projette ces histoires effrayantes sur son environnement. »
Il était normal d'être superstitieux à l'époque : « il semble qu'il y ait un point de convergence dans la société japonaise, dans laquelle des individus de toutes sortes semblent s'unir dans leur croyance pour le surnaturel. » Hokusai lui-même croyait peut-être aux fantômes. Il appartenait à la secte bouddhiste de Nichiren, et croyait probablement « qu'il parcourrait un jour la terre en tant que fantôme. » Peu de temps avant sa mort, Hokusai écrivit un haiku : « Quoique fantôme, je traverserai légèrement les champs d'été. » Sumpter écrivit que « cette brillante description de la mort partie en chasse parle aux croyances surnaturelles d'Hokusai. »
Tsuji Nobuo affirme qu'« Hokusai a dû croire aux fantômes pour réaliser une image d'eux si réaliste. »

### Rôle des femmes
Chaque estampe représente d'une manière ou d'une autre une femme qui a transgressé les enseignements bouddhistes. Les histoires de yōkai « fonctionnaient donc comme des allégories religieuses et politiques pour soumettre les femmes dans leurs rôles sociaux. » L'histoire d'Oiwa, une femme tuée par son mari, était interprétée comme un conte sur les relations maritales : « L'histoire démontre les conséquences de la trahison, de la lâcheté et de l'égoïsme. De la trahison parce que l'hideuse apparence d'Oiwa est causée par le poison donné par le père d'une autre femme amoureuse d'Iemon ; le poison était dissimulé comme un médicament censé aider Oiwa à se remettre de son accouchement, mais qui au contraire la défigura, ce qui conduisit Iemon à l'abandonner de dégoût. Lâcheté et égoïsme apparaissent dans les actes d'Iemon qui, plutôt que d'admettre qu'il ne veut plus être marié à Oiwa, commence à abuser d'elle, dans l'espoir qu'elle le quitte, la poussant ainsi au suicide, à cause du désespoir de se voir rejetée. Les conséquences de ce traitement immoral d'Iemon et d'autres envers Oiwa sont la folie et la mort, ce qui se traduit par le malheur et la perte. »

### Instabilité sociale
Après l'unification du pays par le shogunat Tokugawa, la guerre civile devient « une chose du passé... les gens pouvaient voir les événements étranges et la terreur comme du divertissement. » Mais alors que la guerre civile était éloignée, la classe dirigeante des guerriers laissait les citoyens avec peu de droits ou de réelle autonomie. Sara Sumpter écrit que la seule estampe de Kohada Koheiji montre les difficultés de la nation durant l'époque Edo : « À travers cette seule estampe grotesque, Hokusai illustre le mécontentement social de la société Edo, un système défectueux qui n'allait pas tarder à sombrer. » Les histoires et les estampes de fantômes sont apparues à cause des répressions et restrictions de la période, et étaient des « commentaires sociaux métaphoriques. » Les histoires de fantômes étaient un moyen d'expression durant cette période répressive. Leur popularité à l'époque Edo était une « indication d'un mouvement social plus large en cours. »
« Cette représentation graphique était cruciale, non seulement pour invoquer le niveau de terreur associé à l'histoire de fantôme, mais pour créer une métaphore de la société ingénieusement dissimulée. Avec un guerrier dirigeant qui tenant la population d'une main de fer, les citoyens ordinaires n'avaient virtuellement aucun droit. [...] Dans ce contexte, Kohada Koheiji n'est plus simplement le fantôme d'un homme tué injustement, à la recherche d'une justice méritée. Il représente l'existence morbide qui infestait les classes pauvres de l'époque Edo. Alors qu'il jette un coup d'œil à travers la tente de sa victime, les personnages hors-champs deviennent non seulement les victimes de Koheiji, mais aussi celles du gouvernement des Tokugawa – une masse de personnages anonymes, persécutés par des réformes austères et des restrictions. La tristesse et la peur exprimées dans Le Fantôme de Kohada Koheji [...] raconte finalement l'histoire, non seulement d'un homme assassiné, mais de la faillite d'un système social. »

### Interprétations modernes
Thimothy Clark, directeur de la section japonaise du département de l'Asie au British Museum, écrit que « la série sur ce thème était une occasion pour le vieil Hokusai de tisser ensembles les courants puissants qui avaient longtemps saturé dans son art d'hyperréalisme, de fantaisie macabre et d'humour. » Il remarque également que les origines du manga japonais moderne sont visible dans Kohada Koheiji : « elle est vive et sensationnelle avec des éléments fantastiques qui font véritablement partie de la tradition du manga ultérieure. » The Guardian qualifie Kohada Koheiji de Funny Bones (« Os amusants »), et écrit que l'image avait probablement été dessinée pour « provoquer autant des cris de rire que de peur. »